# Filinto Elísio

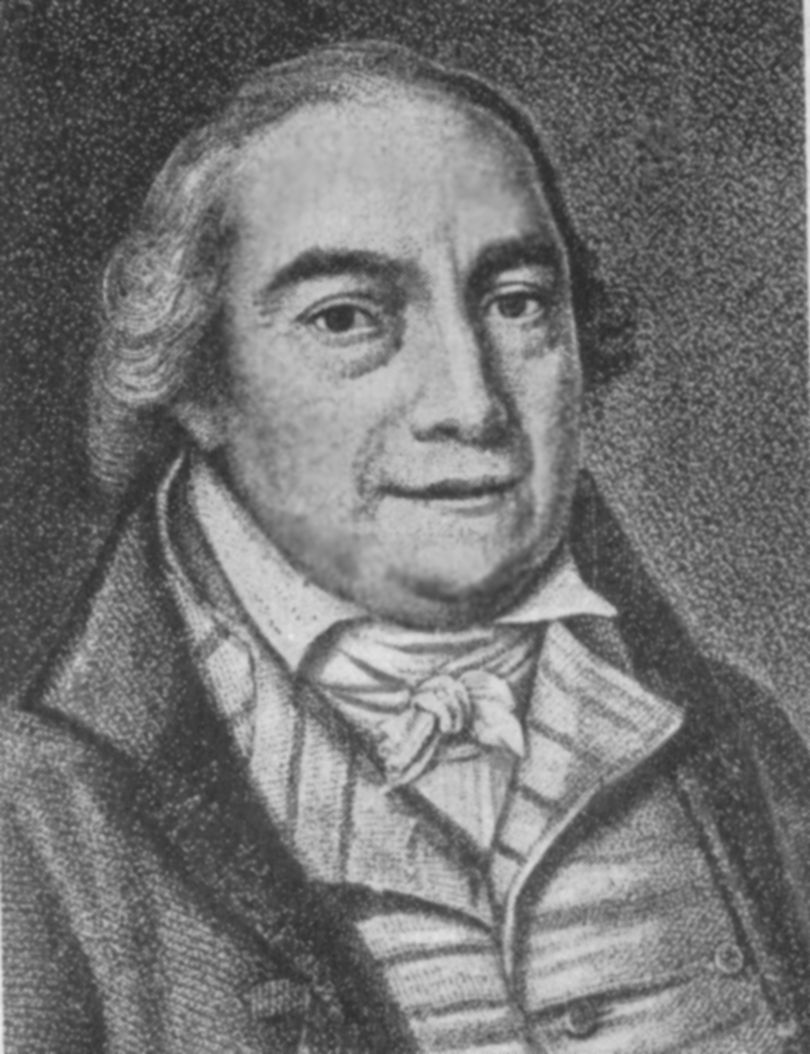
Retrato del.

Francisco Manuel do Nascimento, más conocido por Filinto Elísio (Lisboa, 23 de diciembre de 1734 - París, 25 de febrero de 1819) fue un escritor y traductor portugués
Fue uno de los prerrománticos de más influencia en las primeras generaciones de románticos portugueses. De origen muy humilde, nació en Lisboa y, gracias a los recursos de su padre, hombre de mar, y de sus amigos, consiguió ordenarse sacerdote. Su formación literaria fue ampliada por la lectura cuidada y constante de Horacio y de los autores portugueses del siglo XVI en los momentos de ocio que su cargo de tesorero en la iglesia de las Llagas, en Lisboa, le proporcionaba. Su afición literaria le abrió las puertas del círculo cultural formado por comerciantes y franceses, el Grupo da Ribeira das Naus, donde establece las reglas generales de su teoría de la literatura: imitación de los mejores modelos clásicos y de los ejemplos de los autores portugueses, discípulos de estos, de dos siglos atrás. Tal vez como resultado de sus contactos con las reuniones literarias del convento de Chelas (Lisboa), Nascimento consiguió ser el profesor de latín de Leonor de Almeida, la más tarde marquesa de Alorna, poetisa de sentimientos prerrománticos, y profesor de música de su hermana María de Almeida, la Dafne que le hace desaparecer «el torvo bando de los pesares» comunicándole «abundante alegría en su ser». 
Este poeta clásico concilia su gusto por la delicadeza lírica con un cierto liberalismo expresivo demasiado avanzado para los tiempos que siguieron a los del marqués de Pombal. Antes de tener problemas con la Inquisición pasó a Francia. Su estancia en Francia, solo interrumpida por los meses de permanencia en La Haya como secretario del ministro de Portugal, estuvo ocupada por una constante labor literaria -sus Obras completas (París 1817-1819) forman 11 volúmenes- y por su tarea como profesor de portugués. Entre sus alumnos contó con Alphonse de Lamartine, a quien le dedicó Stances á un poéte portugais exilé, y entre sus amigos portugueses estaban Correia da Serra y Ribeiro Sanches.

## Estilo
La obra de Filinto Elísio (nombre arcádico con el que le bautiza Leonor de Almeida) es un gran escaparate formal de todas las fórmulas experimentadas y aprobadas por sus maestros clásicos: cartas, odas, epigramas, enigmas, epicedios, etc., y muestra no solo a un escritor de grandes recursos originales dentro del clasicismo tradicional, sino a la víctima de la obsesión clásica y purista. Murió justamente en el año en que la Academia de los juegos florales de Toulouse propuso como tema del concurso las características de la literatura romántica, y seis años antes de tener carácter oficial el movimiento romántico portugués. Es importante resaltar el hecho de que Filinto Elísio, en medio de tantos modelos antiguos, había descubierto o presentido en los clásicos formas próximas a una sensibilidad más moderna. Las hadas, las brujas, los duendes de los cuentos, lo que sustenta la ilusión y puebla la nostalgia de la infancia y de las cosas simples, lo maravilloso que se opone al racionalismo de su tiempo, entran a formar parte de sus modos de sentir y de pensar y, como Filinto dice, de «respirar el aire puro de la mañana de la vida».
Su propia condición de desterrado le ofreció la posibilidad de imaginar cómo hubiera sido su vida si la tierra de su infancia lo hubiera aceptado y no le hubiera obligado a un peregrinar lejos del hogar donde nació. Este sentido de sueño imposible de realizar (es muy interesante en la poesía de Filinto el choque entre el drama de la memoria y del sueño) se compensa literariamente con ciertos gustos y deseos por un bienestar burgués de un poeta que tiene que contar sus aventuras pasadas a fin de obtener su sustento. A estas visiones prerrománticas se une un gusto por los ideales rousseaunianos de libertal e igualdad («tu, buen Rousseau, con la antorcha de la verdad / ... iluminaste los pueblos», o. c., IV,176), su admiración por Franklin y George Washington, su entusiasmo por la toma de la Bastilla, una mezcla de poesía de actualidad de su época y de protesta contra un estado de cosas portugués que se traduce en su resentimiento contra la Inquisición que le expulsó de Portugal.
Casi al final de su melancólica vida, resumió lo que sus teorías y su experiencia le habían enseñado sobre poesía. En su Epístola da arte poética portuguesa, dirigida a José María de Brito, Filinto Elísio defendió, coma secuencia lógica de su formación literaria, el verso blanco que no obliga a rimar y permite la pureza del término. En este esfuerzo de precisión, y en su resultado certeramente conseguido, Filinto encuentra una buena dosis de placer de la poesía. Además, su preocupación en no caer en la imitación ajena y la seguridad de que la forma solo une a la belleza del pensamiento, la belleza de la armonía, el lujo y la precisión lingüística, de raíz latina, son los preceptos del Arte poética, a la que se une una posible Defesa e ilustracío da língua portuguesa (H. Cidade, o. c., 383). El ardor y el entusiasmo que Filinto Elísio puso en adoctrinar a sus contemporáneos le valieron la jefatura del filintismo, agrupando a una serie de escritores que, atraídos por su prestigio y por sus principios, se oponen a los elmanistas, los partidarios de Elmano, nombre arcádico del poeta M. M. Barbosa du Bocage, y de su espíritu artístico.